# 新乡村运动
建設新鄉村運動，亦作新鄉村運動或新村運動，是大韓民國在朴正熙執政的年代所實施的一項為期十年的農業改革運動。此政策旨在促使韓國國內農村與城市的距離拉近，也使韓國開始走向富強之路。這項運動從1970年4月22日倡議，並於1971年開始正式推行，於1980年4月結束。由於計劃推行得令，結果使計劃早在1977年就已達到目標。

## 意義
新鄉村運動（羅馬化：Saemaeul Undong）是由Sae（韓語“新”的意思，代表從傳統經驗中求新求變）和Maeul（代表鄉村或社區的基本單位）所創出的合成語，以「勤勉、自助、協同」作為這個運動的基本精神。
1. 勤勉精神：每個人都應勤奮工作，並將勤勉精神融入日常生活之中。
2. 自助精神：不要依賴他人，不要推卸責任，遇到困難要自己設法解決。
3. 協同精神：大家一起努力贏得勝利的成果。

新鄉村運動的最終目標是發展和諧互助的鄰裏關係、怡人的氛圍、健全的社會與令人民引以為傲的國家，促進全民福祉。

1973年启用的新村旗

## 經過
爲了解決國家工業化和城市化迅速發展所導致的城鄉發展嚴重失衡和城鄉居民收入差距不斷擴大等問題，韓國政府於1970年倡導和推動了建設新鄉村運動。該運動經歷改善環境、增加收入、綜合開發三個發展階段。
爲促進新鄉村建設，加快農村現代化發展的進程，韓國先後制定了《農村振興法》、《農村近代化促進法》、《農漁村發展特別法》、《促進農村所得源開發法》、《農漁村電氣化促進法》、《農漁村振興公社及農地管理基金設立法》、《環境保護法》、《工業開發法》等法律。政府還設立统一的新村运动组织管理机构。
在新村運動的第一階段，該運動促進了人們的自助與合作。中央政府免費向參與的各村提供了一定數量的原材料，並將建設工作交由當地人自行決定。政府首先選擇了33,267個村莊，提供了335袋水泥。隨後，16,600個表現出色的村莊獲得了額外資源，包括500袋水泥和一噸鐵條。政府還推广水稻高产新品种，發展農村金融組織。
新村運動在很大程度上改善了韓國農村的基礎設施，為農村社區帶來了現代化設施，如灌溉系統、橋梁和道路。該計劃還標誌著農村地區普遍出現了橘紅色瓦房，取代了傳統的茅草屋或草屋。受農村地區成功的鼓舞，該運動也擴展到了工廠和城市地區，成為了全國性的現代化運動。
然而，儘管新村運動在第一階段大大減少了貧困，改善了農村地區的生活條件，但在韓國快速工業化後，城市地區的收入水平仍高於農村地區。這一由政府主導的高度集中組織的運動在1970年代和1980年代初期證明了其效率，但隨著韓國進入更發達和工業化的階段，其動力減弱。與城市地區相比，農村地區較低的收入水平成為1980年代末的一個重大政治問題，這是第一階段的任何政府干預都無法完全解決的問題，而且這一運動最終未能有效應對年輕人口從村莊向城市遷移的更大問題。此外，政府主導的集中式體系導致了腐敗，如資金的濫用，並改變了韓國的環境。
意識到這些問題，韓國政府改變了這一運動的集中式結構，賦予了民間社會領導運動的權力。自1998年以來，新村運動進入了第二階段，重點關注新的問題，如加強社區的自願服務和與發展中國家的國際合作。
非洲許多發展中國家都在關注新村運動的影響。通過如延世大學韓國國際合作總署碩士學位計劃等項目，韓國政府正在幫助發展中國家的官員設計和實施與國家發展政策相關的新政策和計劃。
一項2022年的研究將這一舉措歸功於支持朴正熙的威權政權。該倡議產生了持續的影響，導致更多對該獨裁者的女兒在2012年民主選舉中的支持。

## 五步實施計畫

#### 第一步：基本安排
1. 新村運動的三大要素：人員、種子資金、基本原則
2. 建立核心小組1：領導者
3. 建立核心小組2：工作組
4. 納入核心小組3：現有組織
5. 建立核心小組4：行業組織
6. 籌集種子資金1：示範合作項目
7. 籌集種子資金2：整合工作

#### 第二步：項目操作
1. 確定選擇項目的原則和標準
2. 計劃一個項目
3. 說服村民1：為村民設立模範
4. 說服村民2：鼓勵「你可以做到」的精神
5. 收集共識1：小組會議
6. 收集共識2：村民大會
7. 讓每個人都參與其中
8. 準備和管理公共財產
9. 建立當地新村運動中心
10. 鼓勵「我們是一體」的精神
11. 與其他社區和政府合作

#### 第三步：項目運作的主要階段
1. 生活環境改善項目1：改善住房
2. 生活環境改善項目2：消除村莊的不便
3. 生活環境改善項目3：創造增加收入的環境
4. 增加收入項目1：移除障礙
5. 增加收入項目2：啟動合作項目
6. 增加收入項目3：商業化週邊事物
7. 增加收入項目4：引進新想法
8. 增加收入項目5：修改分銷系統
9. 增加收入項目6：運營工廠
10. 社區凝聚1：提高道德與公共精神
11. 社區凝聚2：提供文化中心及其他設施
12. 社區凝聚3：建立信用合作社

#### 第四步：項目的最終階段
1. 分享成果和慶祝成功
2. 分享長期前景
3. 穩定聯合基金
4. 鼓勵行業組織的活動
5. 定期舉行技術研究會議
6. 建立村館
7. 出版當地報紙
8. 與其他地區和政府機構建立夥伴關係
9. 與外國建立姊妹市關係

#### 第五步：國家層面的回饋
1. 政府創造有利環境
2. 政府提供物資和資金
3. 政府建立全面的支持系統
4. 政府在新村訓練中心提供密集的資訊和技術教育

## 批評
在1960年代末至1970年代，朴正熙總統政權下開始實施新村運動時，韓國的本地傳統和信仰受到了壓制，這在某種程度上類似於同時期在中國共產主義革命中發生的事情。這一時期的「迷信打擊運動」（韩语：／，也被描述為「消除迷信運動」）達到了高潮。傳統上作為村莊守護神的老榆樹被砍伐，以消除「迷信」。韓國巫術的實踐者受到了逮捕，基本上摧毀了幾百年的韓國傳統。

## 紀念
- 韓國國鐵亦設有一種以該運動命名的特快列車。
- 新村金庫

## 相關發展
與新鄉村運動的同一時期，在北韓亦有一項性質類似的計劃千里馬運動在推行。

## 後續發展
由於新鄉村運動所獲致的成功，加上韓國在1990年代遇上金融危機，韓國於1998年發起第二階段的新鄉村運動，目標如下：
- 重新喚起國家活力
- 建設繁榮有序的社會
- 創造足供生養的環境
- 為國家統一做好準備
- 促進國際合作，推動世界共榮

## 參看
- 经济开发五年计划
- 汉江奇迹
- 韩国农业
- 龜尾市新鄉村運動主題公園（새마을운동테마공원）
- 社会主义新农村